# Madeline (desenho animado)
Madeline (Madalena em Portugal) é uma série de animação americano-canadense-francês exibida pelas DiC Entertainment, Cookie Jar Entertainment e France Animation. Foi baseada na série de livros homônima de Ludwig Bemelmans.
A série originou-se a partir de especiais de TV que foram ao ar na rede HBO nos Estados Unidos de 1988 até 1991. Cada um baseado em um livro. O desenho estreou em 1993 com histórias originais, tendo uma segunda temporada em 1995 e uma terceira de 2000 até 2001, esta última tendo uma grande melhora gráfica na animação. A série ainda teve um filme lançado em 1999 chamado Madeline: Lost in Paris, que precedeu a 3ª temporada.
No Brasil, passou a ser exibido pelo Canal Futura, tendo estreado originalmente em 1 de março de 2004 permanecendo no ar no canal até 2014, sendo exibidas todas as temporadas, assim como o filme, com exceção dos especiais de TV.
Em Portugal, foi exibido pela TV2 em 1993, mais tarde na RTP2 em 1996, na SIC em 2001 com uma dobragem diferente e no Canal Panda em 2010 com a dobragem da TV2/RTP2.

## Sinopse
Madeline é uma pequena menina corajosa que reside em um internato católico de Paris juntamente com 11 outras meninas (que também são suas amigas) e a responsável pela tutela das crianças, Senhorita Clavel.
Durante as histórias dos episódios, alguns personagens pronunciam algumas palavras e expressões em francês, sendo as mais usadas: oui, s'il vous plait, bonjour, bonne nuit, magnifique, très bien, entre outras, ensinando um pouco desse idioma ao público infanto-juvenil. Todo episódio da série encerrava com a seguinte frase dita pelo narrador: "E foi o que aconteceu. Só isso, mais nada".

## Personagens

### Principais
- Madeline | Madalena: É a protagonista. Tem cabelos ruivos, e é caracterizada por ser a menor e mais esperta das meninas. Sempre de bom humor e com espírito aventureiro, é responsável por liderar e ajudar as meninas do internato na maioria das vezes. É também a mais corajosa e destemida, muitas vezes chegando a fazer coisas que as outras meninas têm receio de fazer. Por ser a mais travessa das meninas, normalmente é também a que mais é vigiada pela Srta. Clavel. Também possui uma cicatriz na barriga. No filme, "Madeline: Perdida em Paris", é revelado que ela é órfã e perdeu a mãe em algum momento enquanto estava no internato.
- Senhorita Clavel | Miss Clavel: É uma freira e a tutora de todas as meninas. É vista por elas como uma mãe.
- Pepito: Menino rico, filho do embaixador da Espanha e o melhor amigo de Madeline. Mora na embaixada que fica ao lado do internato. Teve sua primeira aparição em um dos especiais de TV que antecederam a série. A princípio, como antagonista sendo um menino malcriado e rude com as meninas, mas que teve seu comportamento transformado, embora ainda sendo um pouco travesso. Normalmente, age como o principal coadjuvante de Madeline nas aventuras. Quase sempre acompanha as meninas em passeios por Paris ou para outros países com as meninas, tais como: Turquia, Espanha e Egito. Seus bordões são "Ai ai ai" e "Ai, caramba!".
- Genevieve: É a cadela mestiça de Madeline e muito inteligente, pois, sabe nadar, fazer contas, entre outras coisas.
- As meninas:
  - Chloe | Carla: É uma das principais amigas de Madeline. Tem um cabelo ruivo, sabe tocar violino muito bem e tem um ótimo olfato. Normalmente, é vista junta de Nicole.
  - Nicole: É uma das principais amigas de Madeline. Mostra que tem talento para adestrar os animais e gosta muito de ler. Normalmente, é vista junta de Chloe.
  - Yvette: É uma das amigas de Madeline. Às vezes, se porta de maneira arrogante e orgulhosa. A princípio, ela era uma personagem menor sem muito destaque que tinha cabelo alaranjado, mas, na última temporada ficou loira e ganhou mais espaço. Notavelmente apareceu como antagonista em um dos episódios, se mostrando rude e mandona contra as outras meninas ao ser escolhida como modelo para uma pintura, além de ter rivalizado com Danielle no episódio das aulas de cancã. Por fim, tem uma tia que lhe manda presentes.
  - Danielle | Daniela: É uma das amigas da Madeline. Tem um cabelo marrom e cacheado e é a mais inteligente na hora das aulas.
  - Silvye: É a mais alta das meninas. Também aparece muito nos episódios, tem cabelo castanho e é muito amiga de Madeline.
  - Lulu: Sempre esteve com Madeline desde o primeiro episódio. Antes, ela tinha cabelo vermelho curto e pele branca. Depois, passou a ser representado como tendo pele negra e cabelo preto.
  - Mônica: É uma das melhores amigas de Madeline. Tem um cabelo castanho muito bonito e comprido. Ela é muito sorridente.
  - Ana: Tem uma voz baixa e alegre, cabelo ondulado e castanho.
  - Nona: Tem o mesmo cabelo de Mônica, mas preto e tem a pele morena. É a mais velha de todas do grupo.
  - Genine: Seu nome só é dito em um episódio e sempre deu para perceber que estava lá com as meninas. Possui cabelo cacheado e pele morena.
  - Ellie: Tem uma voz alegre e bondosa, cabelo preto e pele negra. É a melhor amiga de Lulu.
- Lorde Croissant | Lorde Cotovia (Lord Cucuface): Dono do internato das meninas em Paris. É um homem rico e formal, faz visitas de vez em quando e também as leva em excursões. Na dublagem original, o nome do personagem é Cucuface (um tipo de nome ofensivo). Na dublagem brasileira, ele teve seu nome alterado para Croissant, fazendo referência ao pão francês, e na versão portuguesa, o nome foi alterado para Cotovia, em referência ao pássaro. No filme em live-action ele é chamado de Lorde Covington.

### Recorrentes
- Sra. Murphy: A cozinheira e empregada da velha casa. É responsável por fazer todos os cuidados da casa e também a comida. Não tem muitas aparições no desenho.
- Paquito, Pablito e Panchito: São os primos de Pepito. São meninos malcriados e rudes, que se comportam de maneira similar a Pepito na sua primeira aparição, sendo rudes com as meninas e fazendo maldades. Apareceram primeiramente como antagonistas em um episódio onde as meninas visitam a fazenda da família de Pepito na Espanha, até se reformarem no final do episódio após serem atacados por um touro, tornando-se bons meninos. No entanto, nas aparições seguintes, eles acabaram retornando ao status de meninos malcriados.
- Sugar Dimples: Uma atriz mirim norte-americana, que é amiga das meninas. Apareceu primeiramente como antagonista para Madeline em um dos episódios, como uma menina egoísta até posteriormente ser revelado que ela era solitária e não tinha amigos. Depois que ela se tornou amiga de Madeline e as outras meninas, voltou a aparecer em outros episódios, normalmente, mostrando as diferenças culturais entre os países. É uma paródia de Shirley Temple.
- Ratos: Em alguns episódios aparecem um par de ratos, que mostram ser amigos de Madeline. Eles moram numa toca na velha casa e normalmente aparecem apenas pra Madeline. Em um dos episódios, eles tiveram indigestão após comerem um queijo raro que havia sido levado de presente pelo Lorde Croissant para a Velha Casa.
- Maggie: Amiga americana de Madeline que aparece em dois episódios na terceira temporada. É uma garota afro-americana. Apareceu primeiro em um episódio de Halloween, e continuou até o episódio seguinte onde ajudou acidentalmente as meninas a provocarem um caos em Nova Iorque após espalharem acidentalmente uma notícia na rádio sobre o ataque de aranhas gigantes.
- Dona Aranha: É uma atriz norte-americana de radionovela. Aparece em dois episódios na terceira temporada, adora comer comida francesa e atua emprestando sua voz para uma novela de terror. Se tornou amiga das meninas e da Srta. Clavel após ter seu brinco perdido recuperado.
- Madame LaCroque: A vilã do filme "Madeline: Perdida em Paris". Uma senhora rude e amarga, dona de uma loja de rendas que era responsável por sequestrar e escravizar várias meninas para trabalharem pra ela, fabricando rendas e normalmente tendo seus cabelos cortados como punição. Tem como principal ajudante Henri, responsável por levar as meninas órfãs até ela, normalmente alegando ser um parente que irá buscá-las, a fim de cuidar delas. Foi desmascarada no final do filme com a ajuda de Pepito e as 11 meninas, e presa com Henri.
- Fifi: Amiga de Madeline no filme "Madeline: Perdida em Paris". Era uma das várias meninas órfãs escravizadas por Madame LaCroque, estando lá há bem mais tempo que Madeline. Tinha uma saúde frágil e já teve seu cabelo várias vezes cortado por LaCroque no passado. No final, depois que LaCroque e Henri foram presos, ela passou a morar junto das outras meninas em outro internato de Lorde Croissant. Fifi se tornou uma menina mais saudável e seu cabelo cresceu ao tamanho original.